# Abraçada de Sant Francesc al Crucifixat
L’abraçada de Sant Francesc al Crucifixat és una obra del pintor Francesc Ribalta que pertany al període barroc de la pintura valenciana. És un oli sobre llenç de 2,08 x 1,67m i actualment es troba al Museu de Belles Arts de València.

## Autor

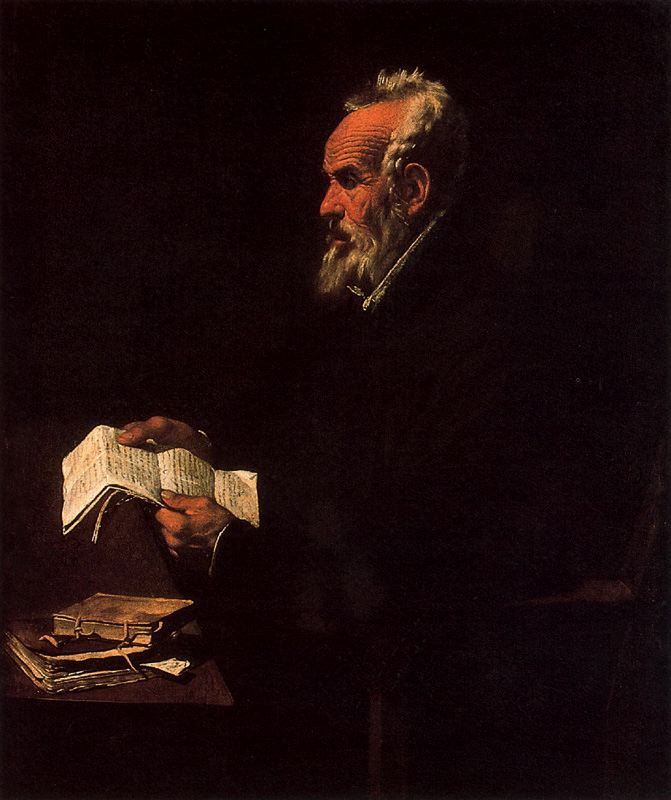
Ramon Llull retratat per Ribalta

El pintor Francesc Ribalta, nascut a Solsona el 2 de juny de 1565 va desenvolupar quasi tota la seua obra a València. La seua producció artística es divideix en diverses etapes:
La primera etapa es desenvolupa a Madrid a partir del 1581 cautivat per la pintura cortesana de la capital i és on entra en contacte amb els pintors manieristes que estaven treballant en el Monestir de l'Escorial, centre cultural del moment. En aquesta etapa comença a guanyar una certa reputació.
La segona etapa és en la que ja es sitúa en la ciutat de València des de 1599 fins a la mort del Patriarca al 1611, període més estable i prolífic de la seua vida i en el que pintarà les seues obres més destacades, com ara L’abraçada de Sant Francesc al Crucifixat. Altres obres destacades són les que realitza per a l'altar major de l'església del Col·legi del Corpus Christi de València.
L’última etapa correspon a les obres que realitza des de l’any 1611 fins al 1628, quan mor.

## Localització
Originalment el quadre va ser fet com a encàrrec pel Convent de Caputxins de la Sang de Crist. Després de la desamortització produïda en 1841 va passar a formar part del Museu de Belles Arts de València. La primera constància que es té de l’obra al catàleg del museu és de 1847.

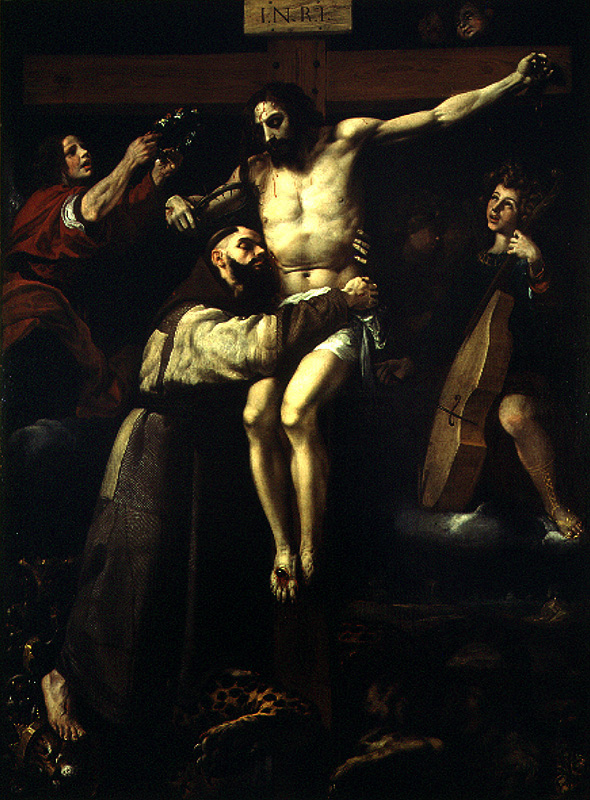
Abraçada de sant Francesc al Crucificat, de Francesc Ribalta

Al Convent dels Caputxins de la Sang de Crist es trobava a l’altar lateral i fou probablement realitzat al voltant de 1620, encara que no es coneix la datació exacta.

## Anàlisi formal i estilística
Pel que respecta a l’anàlisi estilística, ens trobem davant d’un oli sobre llenç que pertany a la pintura barroca valenciana, la qual té com a màxim representant a Francesc Ribalta, junt a Jeroni Jacint de Espinosa, i que segueix la tendència naturalista d’aquest estil. La tècnica de Ribalta té colps de pinzell modeladors d’arrugues i rugositats. L’estil d’aquest quadre és característic de l’etapa tardana valenciana marcada per un canvi estilístic amb el descobriment de composicions naturalistes, concepte que introdueix amb les preocupacions tenebristes que tenia.
Aquesta pintura barroca guarda característiques típiques de l’estil, com ara l’interés per la representació fidel de la realitat o naturalisme, el predomini del color sobre el dibuix, la cerca de profunditat amb la plasmació de la tercera dimensió, i com a conseqüència el desenvolupament de la perspectiva aèria, la captació del moviment, la subordinació de les figures als efectes lluminosos i una composició asimètrica que afavoreix el sentit teatral.
El quadre disposa els personatges de manera que, amb Crist en el centre aportant verticalitat, els dos àngels dels costats aportant equilibri, i sant Francesc d’Assís abraçant-lo a la seua esquerra aportant una diagonal ascendent que comença al lleopard del sòl, la forma amb el seu cos i acaba amb el braç de Crist, crea una composició asimètrica típica del barroc.
Fa ús d’uns colors foscos i càlids, on predomina el marró a tota l’obra, mentre que els àngels dels costats trenquen amb aquesta harmonia portant vestimenta de color roja el de l’esquerra i verda el de la dreta. La llum és teatral i zenital, i la font d'on procedeix no és present al quadre però concentra el seu focus al primer pla, és a dir, a l’abraçada de Crist i Sant Francesc d’Assís. Els personatges ocupen gran part de l’obra i, per tant, per al fons utilitza tonalitats fosques i no està tractat per a donar-li protagonisme a l’escena principal.
El llenguatge utilitzat per Ribalta per als personatges és senzill. Per la seua part, Crist té un tipus de to sever i monumental, mentre que sant Francesc té un tipus corpulent i rude amb la cara ampla. Respecte dels àngels, el de l'esquerra té unes faccions idealitzades menys els seus braços, que són més grossos i forts, i la resta d’àngels com el de la dreta i els del fons tenen un cabell rissat i ros, amb un rostre i mentó arrodonits, característics de la producció del pintor. El quadre en general té un to monumental i naturalista de magistral efecte emotiu que mostra un missatge directe carregat de força i convicció.

## Anàlisi iconogràfica i aproximació al significat
La temàtica de l’obra té relació amb la procedència d’aquesta, ja que esta destinada a un convent caputxí dedicat a la veneració de la sang de Crist.
Per aquest motiu, a l’escena es veu representat sant Francesc abraçant el cos de Crist i apropant la seua boca a la ferida del costat esquerre, fent seu així el patiment de Crist i creant una espècie d'unió mística. Així mateix, s'expressa de forma al·legòrica la renúncia al món material i la victòria sobre els pecats capitals per part del sant fundador, amb la imatge d'un felí de set caps coronats amb corones d'or.
La resta d’elements que acompanyen l’escena són, per una banda, l’àngel de l’esquerra que corona Crist amb una corona de flors i, per altra, la resta d’àngels que l’ambienten amb instruments com el violoncel que porta l’àngel de la dreta, i l’harpa que toquen els de darrere, situats tots al registre superior.
Els franciscans, l'ordre religiosa fundada per sant Francesc d'Assís, seguien el codi de vestimenta d’imitació de sant Francesc d’Assís. Per això apareix representat amb aspecte humil, descalços i amb barba llarga, i lluint hàbit cosit a pedaços amb una llarga caputxa puntiaguda de la qual rep el nom l’ordre dels caputxins.